# 王秦平
王秦平（1944年3月—2020年3月22日），河南洛阳人，中国工程师、政治人物，原国家质检总局副局长。

## 生平
1963年至1968年，在西北工业大学飞行器制造专业学习。毕业后在国营172厂工作，历任工艺员、副主任、主任、副厂长。1989年4月任西安飞机工业公司副总经理、代总经理。1992年3月，任西安飞机工业公司总经理、中国西安飞机工业（集团）公司总经理、西安飞机工业有限责任公司董事长。1997年1月29日，任中国航空工业总公司副总经理、党组成员。1992年3月至2001年4月，任国家质量技术监督局副局长。2001年4月至2005年10月，任国家质检总局副局长、党组成员。2003年至2008年，任第十届全国政协委员、全国政协经济委员会委员。曾任中国计量测试学会理事长（2000年－2015年）、中国特种设备安全与节能促进会副会长、中国工业经济联合会执行副会长等社会职务。2020年3月22日在北京逝世。

## 著作
- 王秦平 (主编). . 北京: 中国计量出版社. 2006年. ISBN 9787502621124.
- 王秦平. . 北京: 企业管理出版社. 2003年. ISBN 9787801478146.